# 心之鏡
「心之鏡」（日语：心の鏡）是SMAP的第3張單曲，於1992年3月18日由Victor Entertainment發行。

## 簡介
- 是Panasonic傳真機的廣告歌。
- 儘管在公信榜上的排名比前作大幅上升（前作「正義使者是靠不住」是第10名），但銷量只比前作上升少些。當時還沒出道的TOKIO曾數次在音樂節目上擔任背後的樂隊。
- 專輯SMAP 002收錄的是「心之鏡 (TV MIX)」版本，B面歌曲「ZIGZAG後街」則沒有收錄在專輯內。

## 收錄歌曲
1. 心之鏡
  - 作詞:福島優子 / 作曲:筒美京平 / 編曲:土方隆行
  - 因之前SMAP都沒有任何很重搖滾元素的樂曲，而且此曲難以編排舞步，據說SMAP的隊形就此形成。
  - 近年演唱會常常在搖滾混合曲環目中演唱此歌。
2. ZIGZAG後街（日语：ZIGZAGバック・ストリート）
  - 作詞:森本抄夜子 / 作曲:羽田一郎 / 編曲:清水信之
  - 曾在1994年夏季及1995年冬季演唱會中演唱
3. 心之鏡 (Original Karaoke)
4. ZIGZAG後街 (Original Karaoke)

## 相關連結
- 心之鏡 （页面存档备份，存于） （Victor Entertainment）（日語）